# Даґур Карі
Дагур Карі Петурссон (ісл. Dagur Kári Pétursson) — ісландський кінорежисер, сценарист та композитор.

## Біографія
Народився 12 грудня 1973 р. у Парижі в родині відомого ісландського письменника Петура Гуннарссона. У трирічному віці повернувся з родиною в Ісландію. Закінчив у 1999 році Національну кіношколу Данії, знявши короткометражний фільм «Загублені вихідні», який отримав 11 нагород на міжнародних фестивалях. Зняті пізніше повнометражні фільми «Ной — біла ворона», «Темна конячка», «Добре серце» також отримували нагороди і привертали увагу професійних критиків.Його дочка, Франціска Уна Дагсдоттір, дебютувала в кіно у фільмі «Гора невинності»

## Фільмографія
- 1999 — Old Spice (короткометражний);
- 1999 — Втрачені вихідні (короткометражний);
- 2001 — Драмарама;
- 2003 — Ной — біла ворона;
- 2005 — Темна конячка[en];
- 2009 — Добре серце[en];
- 2015 — Гора невинності.

## Нагороди
- 2003 — Ной — біла ворона — приз європейського журі на Європейському фестивалі дебютного кіно в Анже;
- 2005 — Темна конячка — приз «Золотий Півник» на Європейському кінофестивалі в Брюсселі.